# 大甲交流道 (台61線)
大甲交流道位於臺灣臺中市大甲區大安溪橋北端，為臺灣台61線指標134公里處的交流道，交流道形式為半套式交流道，連接中3線，可通往臺中市大甲區建興里、臨江路，以及苗栗縣苑裡鎮。
2000年12月22日，房裡至線西路段通車，房裡至大甲溪橋路段主線多為平面道路，故大甲交流道初期為建興平交路口（在大安溪橋北端設置北出南入匝道）。2018年3月31日，台61線房裡至大甲溪橋主線高架化工程通車，建興平交路口正式改名為大甲交流道。
|  | 134 大甲 |      | 大甲 |
|  | 134 大甲 | 苑裡 |      |

## 外部連結
- 台61線大甲交流道示意圖 （页面存档备份，存于）（交通部公路總局）